# Alara fusca
Alara fusca är en insektsart som först beskrevs av Frederick Arthur Godfrey Muir 1915.  Alara fusca ingår i släktet Alara och familjen Derbidae. Inga underarter finns listade i Catalogue of Life.